# Adnan Abu Walid al-Sahrawi
Lehbib Ould Ali Ould Said Ould Yumani, conhecido como Adnan Abu Walid al-Sahrawi, (13 de fevereiro de 1973 — 16 de setembro de 2021) foi um militante islâmico saaraui e líder do Estado Islâmico no Grande Saara.

## Biografia
al-Sahrawi nasceu em Laayoune, Saara Ocidental, em uma rica família comercial que fugiu da cidade para campos de refugiados na Argélia.  Aderiu à Frente Polisario e recebeu treinamento militar, mas desmobilizou-se em meio a promessas de um referendo das Nações Unidas sobre o status do Saara Ocidental.
Ex-comandante da al-Qaeda no Magrebe Islâmico, fez parte do grupo que fundou o Movimento pela Unidade e Jihad na África Ocidental (MUJAO) em outubro de 2011. Enquanto membro do MUJAO, era um dos líderes mais importantes, atuando em seu conselho shura e se comunicando com a mídia internacional como porta-voz do grupo. Em 2013, autoproclamou-se líder de uma organização chamada Conselho Mujahideen Shura em Gao, Mali. Depois que o MUJAO se fundiu com o grupo al-Mulathameen de Mokhtar Belmokhtar em agosto de 2013 para formar o al-Murabitun, ele foi um importante líder do grupo, tornando-se posteriormente seu chefe geral. 
Em 13 de maio de 2015, Abu Walid declarou sua lealdade a Abu Bakr al-Baghdadi, líder do Estado Islâmico e formou o Estado Islâmico no Grande Saara. Nem todos os membros do al-Murabitun aceitaram essa ação, com Mokhtar Belmokhtar negando que o al-Murabitun tenha se comprometido a Baghdadi, causando uma divisão no grupo. Mais de um ano e meio depois, a lealdade foi aceita publicamente pelo Estado Islâmico. 
Em maio de 2016, foi relatado que ele emitiu ameaças contra o governo marroquino.
Em junho de 2017, al-Sahrawi acusou as comunidades ingades e Idaksahak de defender o Níger e a França e ameaçou retaliação.  Em outubro de 2017, liderou a emboscada de Tongo Tongo contra soldados nigerinos e norte-americanos fora da aldeia de Tongo Tongo, Níger.
Em 4 de outubro de 2019, os Estados Unidos ofereceram uma recompensa de US $ 5 milhões no âmbito do programa Rewards for Justice por informações sobre seu paradeiro. 
Al-Sahrawi foi morto em um ataque aéreo francês feito com um veículo aéreo não tripulado, na região de Sahel, entre 17 e 22 de agosto de 2021, de acordo com um comunicado feito pelo presidente da França Emmanuel Macron, em 16 de setembro daquele ano. O anúncio foi adiado enquanto sua identidade era confirmada.